# Cambarus unestami
Espèce
Synonymes
- Cambarus (Depressicambarus) unestami Hobbs & Hall, 1969[1]

Statut de conservation UICN

 LC  : Préoccupation mineure
Cambarus unestami est une espèce d'écrevisses de la famille des Cambaridae. Elle est endémique des États-Unis.

## Systématique
L'espèce Cambarus unestami a été initialement décrite en 1969 par les biologistes américains Horton Holcombe Hobbs (1914-1994) et Edward T. Hall, Jr (d) sous le taxon Cambarus (Depressicambarus) unestami.

## Étymologie
Son épithète spécifique, unestami, lui a été donnée en l'honneur de Torgny Unestam, de l'université d'Uppsala (Suède).

## Publication originale
- (en) Horton H. Hobbs, Jr et Edward T. Hall, Jr, « New Crayfishes from Georgia (Decapoda, Astacidae) », Proceedings of the Biological Society of Washington, Washington, Biological Society of Washington (d), vol. 82, no 21,‎ 3 octobre 1969, p. 281-294 (ISSN 0006-324X et 1943-6327, OCLC 1536434, lire en ligne).